# Auckland International 2004
Die Auckland International 2004 im Badminton fanden vom 10. bis zum 13. Juni 2004 statt.

## Die Sieger und Platzierten
| Disziplin    | Gold                                  | Silber                             | Bronze                          |
| ------------ | ------------------------------------- | ---------------------------------- | ------------------------------- |
| Herreneinzel | Sairul Amar Ayob                      | Andrew Smith                       | Geoffrey Bellingham             |
| Herreneinzel | Sairul Amar Ayob                      | Andrew Smith                       | John Moody                      |
| Dameneinzel  | Rebecca Gordon                        | Karen Tam                          | Sutheaswari Mudukasan           |
| Dameneinzel  | Rebecca Gordon                        | Karen Tam                          | Kimberly Windsor                |
| Herrendoppel | John Gordon Daniel Shirley            | Geoffrey Bellingham Craig Cooper   | Jarrod King Ong Ewe Hock        |
| Herrendoppel | John Gordon Daniel Shirley            | Geoffrey Bellingham Craig Cooper   | William Bok Chan Yun Lung       |
| Damendoppel  | Rebecca Gordon Sara Runesten-Petersen | Nicole Gordon Xu Li                | Gabriel Shirley Janet Tam       |
| Damendoppel  | Rebecca Gordon Sara Runesten-Petersen | Nicole Gordon Xu Li                | Donna Cranston Kimberly Windsor |
| Mixed        | Daniel Shirley Sara Runesten-Petersen | Ong Ewe Hock Sutheaswari Mudukasan | Craig Cooper Rebecca Gordon     |
| Mixed        | Daniel Shirley Sara Runesten-Petersen | Ong Ewe Hock Sutheaswari Mudukasan | Joe Wu Kimberly Windsor         |